# Albert Schmidt (Dramatiker)
Albert Schmidt (* 3. September 1836 in Güstrow; † 30. September 1912 in Schwerin) war ein deutscher Jurist, Schriftsteller und Dramatiker.

## Leben
Albert Schmidt besuchte die Domschule Güstrow, bevor er ab 1855 in Göttingen, Berlin und Rostock Jura studierte. 1860 war er Advokat in Güstrow und legte 1863 das Richterexamen ab. In den 1870er Jahren übte er  als Gerichtshalter die niedere Gerichtsbarkeit mehrerer ritterschaftlicher Gutsbezirke in der Umgebung von Güstrow aus, darunter in Langhagen, Marienhof und Steinbek (Amt Goldberg) und Knegendorf (Amt Güstrow). Daneben war er Syndikus (Gerichtsmitarbeiter) der Stadt Güstrow. Bei der Einführung der neuen Gerichtsverfassung in Mecklenburg-Schwerin als Folge der Reichsjustizgesetze 1879 wurde Albert Schmidt zum Landgerichtsrat in Schwerin ernannt. 1890 wurde er zum Landgerichtsdirektor am Landgericht Schwerin berufen. Er war seit 1910 Träger des Hausordens der Wendischen Krone.

## Werke
- Das Deutsche Reich und Mecklenburg. Eine chronologisch-systematische Zusammenstellung der im Reich erlassenen Gesetze, Verordnungen, Bekanntmachungen und abgeschlossenen Verträge und der in Mecklenburg-Schwerin dazu ergangenen Landes-Gesetzgebung. Berlin: Puttkammer & Mühlbrecht 1871 (Digitalisat)
- Dante Alighieri Tragödie (1874)
- Marfa Trauerspiel (1876)
- Unter der Maske Lustspiel (1878)
- Die Scharffensteiner (1884 in Schwerin uraufgeführt)
- Das Großherzogliche Hoftheater zu Schwerin in Bühne und Welt (1903)